# Лэпта
Лэпта — река в России, протекает по Троицко-Печорскому району Республики Коми. Устье реки находится в 110 км от устья Северной Мылвы по правому берегу. Длина реки составляет 37 км.
Исток реки в болоте Тыбнюр в 20 км к юго-западу от посёлка Комсомольск-на-Печоре. Река течёт на северо-запад, перед устьем поворачивает на север. В низовьях образует старицы, русло извилистое. Всё течение проходит по ненаселённому заболоченному таёжному лесу.

### Притоки
(указано расстояние от устья)
- река Лэптаёль (пр)
- 16 км: река Красная Лэпта (в водном реестре — без названия, лв)
- 27 км: река без названия (пр)

## Данные водного реестра
По данным государственного водного реестра России относится к Двинско-Печорскому бассейновому округу, водохозяйственный участок реки — Печора от истока до водомерного поста у посёлка Шердино, речной подбассейн реки — Бассейны притоков Печоры до впадения Усы. Речной бассейн реки — Печора.
Код объекта в государственном водном реестре — 03050100112103000059898.